# دغرماندرق
دغرماندرق هي قرية في مقاطعة نمين، إيران. يقدر عدد سكانها بـ 554 نسمة بحسب إحصاء 2016.